# Céleste (poisson)
Le poisson céleste, ou yeux-au-ciel est une variété de poisson rouge d'une race japonaise, le Ranchu. Il hérite des caractères de son ancêtre avec une nageoire caudale en V inversé et une paire d'yeux exorbités issue du poisson télescope et dirigés vers le haut. Le nom de poisson céleste est dérivé de l'anglais celestial eye, des yeux orientés vers le ciel.

## Histoire
Cette forme est apparue pour la première fois comme une mutation directe du poisson rouge télescope au XVIIIe siècle. La tradition place l'origine exacte de cette mutation en Corée ou en Chine. Les poissons célestes sont documentés pour la première fois sur un rouleau chinois de 1772. 
Même si le yeux-au-ciel est classé dans les poissons japonais, le poisson céleste n'arrive au Japon qu'en 1903, lorsque trente spécimens sont arrivés de Chine et ont été utilisés par les éleveurs japonais. Le Japon est rapidement devenu le principal producteur de poissons célestes pour l'exportation et l'est resté jusqu'à l'éclatement de la Seconde Guerre mondiale. Des poissons yeux-au-ciel venus du Japon sont arrivés aux États-Unis au cours de la première décennie du 20e siècle et ont été inclus dans la première édition des variétés de poisson rouge et des poissons d'aquarium tropical de William T. Innes en 1917. Les amateurs américains ont réussi à élever le poisson et, à leur tour, l'ont exporté vers la Grande-Bretagne. Après la Seconde Guerre mondiale, et depuis lors, la majorité des poissons célestes sont exportés d'Asie, notamment de Chine. 
Un poisson rouge céleste est représenté sur un timbre-poste publié en 1960 par la République Populaire de Chine.

## Description
Le céleste est un poisson rouge qui a un corps allongé ovoïde semblable à celui du Bubble Eye. Comme le Bubble Eye, le céleste n'a pas de nageoire dorsale. Leurs nageoires appariées sont du type FanTail ou Ryukin. La nageoire caudale peut être à moitié aussi longue que le corps. Les poissons présentent le plus souvent des écailles métalliques avec des nuances colorées d'orange, blanc ou rouge et blanc. Les yeux sont exorbité et tourné vers le ciel. 